# Stylidium caricifolium
Stylidium caricifolium este o specie de plante dicotiledonate din genul Stylidium, familia Stylidiaceae, ordinul Asterales, descrisă de Lindley. Conform Catalogue of Life specia Stylidium caricifolium nu are subspecii cunoscute.